# 金太の大冒険
「金太の大冒険」（きんたのだいぼうけん）は、つボイノリオが1975年に発表した、日本語の言葉遊びを題材とするコミックソングである。平易な歌詞と軽快なメロディーが広い世代に親しまれ、つボイノリオの代表的作品と位置づけられている。

## 概要
つボイノリオにとって5年ぶり、ソロでは初の新曲。編曲者はエレックレコード制作部の担当ディレクターだった小池順一。小池、四人囃子の森園勝敏と岡井大二がバッキングとして参加している。バンドとの一発録りで録音された。
10番までの歌詞から構成される4分38秒の曲である。独特の調子による太鼓のリズムと「金太の大冒険!」の掛け声から始まる。曲はカントリー調で、歌詞は主人公である金太と、美しいお姫様をめぐるストーリーとして展開されている。途中にぎなた読みによる修辞技法が織り込まれており、日本語において口に出すことをはばかられがちな「金玉」を明確に発音することが特徴である。詳細については外部リンクの歌詞を参照されたい（掲載については日本音楽著作権協会も許諾している）。
歌詞は岐阜放送ラジオの深夜番組「ヤングスタジオ1430」の「小噺コーナー」の投稿が元になっている（歌詞に登場する「神田さん」は当時岐阜放送アナウンサーの神田卓朗を指しており、ある意味「身内ネタ」でもある）。このため、後につボイがレギュラー番組を持つCBCラジオでこの曲に関する1時間の特番が組まれた際には、リリース当初中部日本放送（CBCテレビ・CBCラジオのグループ統括会社）など中日新聞グループとは険悪な関係にあった岐阜新聞グループの岐阜放送の名を直接出さず、「岐阜県の民放で誕生した」とした。もっとも、当時岐阜県に本社がある民間放送局は岐阜放送しかなかった。
出演するラジオ番組で、楽曲中にない新たな単語の組み合わせ（「金太」と「ま」で始まる単語）がいくつか披露されている。
また、後に制作された楽曲「飛んでスクランブール」では、曲中で音飛びを意図的に発生させることにより、語順にとらわれない発展的手法が編み出されている。
なお、この曲には間奏がないため、歌唱するためには息継ぎの高度な技術も重要である。
エレックレコードの倒産により、最初の1975年版の印税は「一銭も入ってこなかった」とつボイ本人が話している。

## 登場人物
金太（きんた）
主人公。腕力に自信がなく、喧嘩ではいつも友達に負けるが、何故かナイフを所持している。ちなみに、金太（キンタマ）を掛けている。また、悪人と決闘していた際に大きな木の周囲を走り回る作戦を思いつくなど、意外と発想力の高い一面もある。
お姫様
ヒロインで、悪人に追われている姫（なぜ追われているかは不明）。金太に自分を守ってほしいと懇願し、行動を共にする。金太に目をパチパチ瞬かせるほど美しいらしい。
悪人
お姫様を追っている悪人。身長は2メートルと大きい男性。金太を追いかけて大きな木の周囲を走っていたが、目を回してしまう。
神田（かんだ）
金太の知り合い。マカオのビルにある伝言板を使って金太へことづけするのみで、本人は登場しない。素性等は不明だが、お姫様がそれなりに評価する立派なビルをマカオに所有しており、安全な場所を求めた金太が彼（もしくは彼女）を頼って訪ねたことから、現地では相当な実力者であることが示唆されている。また、金太が自分を訪ねてくることも既に察しており、「待つ」の一言でことづけが成立していることから、彼とはかなり気心の知れた関係にある模様。

## あらすじ
ある日、主人公の金太が歩いていると悪人に追われているお姫様が逃げてきた。お姫様は金太に守って欲しいと懇願する。
やがて悪人が現れ、喧嘩は負けが多いからっきしダメな金太ではあるが、身の丈2メートルの悪人と戦うことになった。お姫様は「負けるな!」と応援し、金太が大きな木の周りをグルグル回ったら悪人は目を回してしまい、その隙を突いて金太とお姫様は逃げ出す。逃げながらも金太は、改めてお姫様の美しさに目を奪われ、瞳をパチパチとまたたいた。
逃走中、二人はお腹の空いているのに気づき、マスカットの木を見つけるとマスカットをナイフで切って食べた。満腹になった二人は、安全なマカオに行くことにする。しかし、マカオに行く道中は大変長く、お姫様が「ねぇ金太、まだぁ？」とイライラしつつも、やっとのことでマカオに着く。
マカオに着いた二人は、知り合いの「神田さん」のビルを訪問。お姫様はそのビルを見て「わりとましなビルね」と感想をもらす。しかし中には誰もおらず、伝言板に神田さんが金太を待っているとの言付け「金太 待つ 神田」が書かれていた。
注） 「金太」と合わせて読むと曲が意図した別の意味になる言葉は強調表記する

## 歴史
- 1975年 - エレックレコードより発売。発売から20日で性表現を理由に日本民間放送連盟の要注意歌謡曲の指定を受ける（俗に言う「放送禁止」）[7][8]。これにより放送によるプロモーションが絶望的となったが、それを跳ね除けて子供たちの間で徐々に浸透していく[9]。シングル売上は4 - 5万枚に達したという[10]（15万枚とする文献もある[11]）。
- 1980年代 - ユピテルレコードより再発。
- 1993年 - 3人組の女性ユニットHI-ME（ヒメ）によるシングルCDが発売され、カラオケでこの曲が広く普及するきっかけとなった。HI-MEはこの曲を最後に解散。
- 1996年 - 東芝EMIよりシングルCDが発売され、オリコンシングルチャート94位を記録する（オリコンに残る記録では、売上数0.3万（3000）枚）[12]。カップリングは「金太の大冒険（カラオケ'96バージョン）」。ジャケットイラストはつボイのファンである小林よしのりが担当した[13]。男性の股間を下からのアングルで緻密に描写しており、芸術的価値が非常に高い[要検証 – ノート]。なお、このCDを保管する際には、外装の透明な袋も大切に保管しておくことが望ましい。透明袋に貼り付けられたシールによりイラストの主要部分が隠れる構造となっているためである。ただし、ローリング・ストーンズのアルバム「アンダーカヴァー」のアナログアメリカ盤のように、「祝解金」シールが直接ジャケットに貼られて販売された場合はこの限りでない。
- 1996年 - アルバム『あっ超ー』（東芝EMI）に『安心してお子様にすすめられるバージョン』が収録される。単純に「ま」の部分が動物の鳴き声に置き換えられたのではなく、例えば『割とましなビル』の「ま」は置き換えられていないなど、原曲を可能な限り忠実に再現するための細かい配慮がなされている。
- 2006年
  - 「金太の大冒険」「本願寺ぶるーす」「怪傑黒頭巾」「花のDJ稼業」「極付け!お万の方」のメドレー"KINTA Ma-xim MIX"（キンタ・マ キシム・ミックス）発売。タイトル中の「マキシム」とは「"金"言」を表す英単語であり、トリプルミーニングも意図した巧妙かつ的確な言葉選びが施されている。
  - アルバム『ジョーズ・ヘタ』復刻CD発売。11月6日には謎の企画ユニット「たまちゃんズ」によるマキシシングル「金太の大冒険 カバーパートII」がリリースされる。
- 2007年 - 「いっしょに歌お!CBCラジオ 今月の歌セレクションVol.4　鶴光・つボイ・秀志特別参加」（現在は発売終了）に、32年ぶりのセルフカバーとなる「金太の大冒険（あら、カルト）」が収録。楽曲も色々とアレンジされている（RPG風、ラジオ体操風、テクノ風など）
- 2013年 - この曲に体操の振り付けを組み合わせたDVDソフト『CBCラジオ つボイノリオの聞けば聞くほど 20周年記念 「金太まけるな体操DVD」』が発売される（発売元：中部日本放送[注釈 3]・CBCラジオ、販売元：TCエンタテインメント）。
- 2020年 - 5人組ラウドロックバンド・オメでたい頭でなによりのカバー版が配信リリース。藤井亮が監督・アニメーションを担当したMVも公開されている[14]。

## メディアにおける扱い
この曲は発売後20日で日本民間放送連盟の要注意歌謡曲指定制度によりAランクの放送禁止となり、制度が消滅した1988年まで適用を受け続けたが、以降はこの曲が放送される機会は確実に増えている。つボイノリオがメインパーソナリティを務めるCBCラジオの番組『つボイノリオの聞けば聞くほど』では、平日朝の9 - 10時台にかなりの頻度で放送されている。2024年5月29日に同番組がラジオとテレビの両波でサイマル放送を行った際にも本曲を流し、「金太の大冒険」がX（旧twitter）でトレンドワードに入るほどの話題となった。なお、歌詞カードに書かれた歌詞には単語レベルで放送禁止に当たるような字句は書かれていない。
また、1993年12月には、岐阜放送のゴールデンタイムのテレビ番組において、HI-MEの歌う金太の大冒険が最後までノーカットで放送された。
『談志の遺言2006』（TBSラジオ）の2006年1月13日放送分でフルコーラス放送。
『竹内靖夫の電リク・ハローパーティー』（文化放送）の2006年10月6日放送分でフルコーラス放送され、竹内靖夫（当時、文化放送アナウンサー）がパーソナリティを務める電リク番組では毎シーズン流されていた。
2007年にはTaboo Songs〜封印歌謡大全の中で同じくつボイの作品である「本願寺ぶるーす」などと一緒に流された。
2012年5月5日、NHK-FMの番組『今日は一日“爆笑コミックソング”三昧IN福岡』において「安心してお子様にすすめられるヴァージョン（通称：安心ヴァージョン）」がフルコーラスでオンエアされた。聴取者からの絶大な支持を得て、その番組内における「MVS(最優秀ソング)」賞を受賞。同番組エンディングにおいて再度フルコーラスでオンエアされた。
2014年3月に岐阜放送や三重テレビなどで放送されたアニメ『マケン姫っ!通』第8話にてキャラクター達が「金太の大冒険」を合唱するシーンが登場しており、同作のサウンドトラックにも収録されている。
『森たけしのスカタンラジオ』（MBSラジオ）の2021年10月12日放送分でフルコーラス放送され、翌週19日放送分ではオープニングテーマ曲として使用された。翌々週26日放送分以降はエンディングテーマとして使用されている。
山陰放送アナウンサーの桑本充悦は、2016年12月22日のラジオ番組『あさスタ♪』をはじめとして、持ち番組の中で折々フルコーラスで放送。その際、この曲が要注意歌謡曲であったことや、自身がつボイノリオのラジオ番組を聴いていたこと、さらには、つボイがラジオのパーソナリティーとして番組を続けていることについて敬意を持って触れている。
2023年1月21日、NHKラジオ第1放送の番組 『マイあさ!』内のコーナー（6:14-6:23ごろ）「サエキけんぞうの素晴らしき20世紀ポップ」で本曲が放送された。発表の際、キャスターの畠山智之は「本当にやるの？」と驚きを露わにした。

### EXテレビ出演時のエピソード
1992年1月24日、日本テレビ系列の番組『EXテレビ』「コミックソング大研究!」につボイが出演し「レコード出してこの歌を（テレビで）歌うまで18年かかった。やっとテレビに…」と言って歌った。つボイが登場する前、ゲストとして出演したみうらじゅんが「関西ではおめっこって言うのはだめなんですけどね」と言ってしまいスタジオが一時騒然とする一幕があった。また、つボイが歌い始めたのに前奏の自動伴奏が止まらなくなるというトラブルも起こった（本人の後日談によると、TV局スタッフがセッティングの際にショルキー（ヤマハの鍵盤）の電源を切ってしまったのが原因とのこと）。

## その他
- 作者のつボイノリオは、CBCテレビ・ラジオでリポートを行う際、一人称の架空の人物名「坪井 金太」を使うことがある。
- 愛知県出身の漫画家みず谷なおきの作品『人類ネコ科』において、登場人物・守山修一郎がカラオケの持ち歌としている。守山が歌いだした際、「この歌を知らない名古屋人はモグリです」と作者の脚注が添えられている。
- 1987年12月24日に日本テレビ系で放映された「Merry X'mas Show」の中で、名曲「TAKE FIVE」のシモネタ版が流れた後、司会の明石家さんまが桑田佳祐や出演者一同に向かって「昔なんという歌手か忘れましたけど『金太負けるな』という歌がありましたけど」と言って笑いをとった場面があった。
- 佐佐木勝彦の漫画『何なら俺に話してみろ！』最終回にて、登場人物でもある作者とのギャグバトルで対戦する相手の母国であるフタバ・セーハン王国国歌としてこの曲が用いられた。
- テレビアニメ『マケン姫っ!』第2期第8話にて女学生たちがこの曲を合唱している。